# Борково (Куявсько-Поморське воєводство)
Борково (пол. Borkowo, нім. Erxleben) — село в Польщі, у гміні Іновроцлав Іновроцлавського повіту Куявсько-Поморського воєводства.
Населення — 180 осіб (2011).
У 1975-1998 роках село належало до Бидгощського воєводства.

## Демографія
Демографічна структура станом на 31 березня 2011 року:
|          | Загалом | Допрацездатний вік | Працездатний вік | Постпрацездатний вік |
| -------- | ------- | ------------------ | ---------------- | -------------------- |
| Чоловіки | 84      | 16                 | 60               | 8                    |
| Жінки    | 96      | 19                 | 55               | 22                   |
| Разом    | 180     | 35                 | 115              | 30                   |